# 平衡障碍
平衡障碍（balance disorder）又称平衡失调，简称失衡（disequilibrium），即俗称“姿勢不穩”（postural instability）的疾患，是由于小脑、视觉系统、前庭系统、本體感覺或神经肌肉出現問題時所引起的站立和行走不稳，此時還會伴有眩暈或頭暈。
大多数平衡障碍是由前庭系统的问题引起。